# Eugenia lineolata
Eugenia lineolata är en myrtenväxtart som beskrevs av Ignatz Urban och Erik Leonard Ekman. Eugenia lineolata ingår i släktet Eugenia och familjen myrtenväxter. Inga underarter finns listade i Catalogue of Life.